# 田野麻美
田野麻美（日语：／ Tano Asami，1987年2月12日—）是一名日本兵庫縣尼崎市出身的女性聲優，堀越高等學校畢業，2005年藝名由本名田野あさ美更改為田野アサミ，隷屬於Amuse。於2021年和北村諒結婚。

## 來歷
於1998年就讀沖繩演員學校（OAS）大阪校在學期間，在「全國AMUSE選秀」與同校的川田由起奈和上原香代子共同得獎。
2002年與村川繪梨、川田由起奈和上原香代子四人組成音樂舞蹈组合BOYSTYLE並擔任主唱。
直到國中為止都是住在尼崎市，並且都無參加社團。
BOYSTYLE解散之後，開始朝向演員及配音等工作進行發展。
2012年在《Smile 光之美少女！》之中飾演日野茜一角，開始穩定其聲優工作。
2016年開始在《LoveLive! Sunshine!!》之中飾演學園偶像組合Saint Snow的成員鹿角聖良，並且在現實中以Saint Snow身份推出唱片、以及參與多場LoveLive!企劃的演出。
2021年12月13日宣布與演員北村諒結婚。
2022年12月12日誕下一子。

## 電視演出

### 藝人

#### 電影
- 折梅（2002年）菅野瑞穗役
- 銀色之雨（2009年）
- TEAM NACS FILM2008「N43゜」（2009年）
- 戀愛警隊～尼特們之輓歌～（2012年）

#### 電視劇
- Setup。～Dance☆Drill～（2006年）石黑萬里役
- Setup娘（2006年）
- 貧窮貴公子（2007年）青木結衣役
- 瞳（2008年）北川由香役
- the衝浪餐廳（2008年11月1日-9日）木下真琴役
- 女人30最犀利（2009年1月5日-2月27日）
- 十津川刑事之肖像（2009年5月8日）長井真理役
- 夏的秘密（2009年6月1日-8月28日）柴山セリ役
- 白戶修之事件簿（2012年1月27日第1話、2月3日第2話、3月16日第8話）山霧純子役
- 幸運7人组（2012年2月27日第7話）山下智子役
- 大奧～誕生「有功・家光篇」（2012年11月9日第5話）阿紺役

#### 舞台劇
- 朗讀劇尾巴的朋友3（2013年）可可、小春、近藤奈奈、安野圓香/ Princess Candy 役
- PERSONA3 the Weird Masquerade～青之覚醒～（2014年1月）桐條美鶴役
- 「PERSONA3 the WM ～群青的迷宮～」（2014年9月）桐條美鶴役
- PERSONA4 The Ultimate in Mayonaka Arena（2014年12月）桐條美鶴役

#### 廣告
- KDDI 來電顯示「街之光」編（2005年11月）
- Friend-Ship Project～畢業旅行編～（2007年）
- Suntory「FINAL FANTASY Ⅶ Portion」（2007年）

#### PV
- Skoop On Somebody「椛〜momiji〜」（2009年）

### 聲優

#### 電視動畫
※粗體字為主要角色。
2011年
- 美食獵人（玲）

2012年
- 能量獸之戰獸旋戰鬥（比琪）
- Smile 光之美少女！（日野茜／晴朗天使、悲劇晴朗天使）

2013年
- 革神語（霍尼）
- イケメン救護隊 ナースエンジェルス（アリーシャ）
- 靈裝戰士（金剛寺琥珀）
- 銀之匙 Silver Spoon（豊西美香）
- 七龍珠Z 神與神（玲）

2014年
- 刀劍神域II（小紀）
- 獻給某飛行員的戀歌（千春·得·路西亞）
- Happiness Charge 光之美少女！（治愈陽光）
- FAIRY TAIL魔導少年（歐菲克斯）
- 法蘭雀絲卡（埃克斯·希斯特）
- 暗芝居

2015年
- 新妹魔王的契約者（橘七緒）
- 無頭騎士異聞錄 DuRaRaRa!!（野生動物）

2016年
- LoveLive! Sunshine!!（鹿角聖良）

2017年
- 學園少女突襲者（雪代鞠）
- LoveLive! Sunshine!! 第2期（鹿角聖良）

2018年
- 佐賀偶像是傳奇（二階堂咲）

2020年
- 鬼太郎（第6期）（理咖子）
- 成群結伴！西頓學園（大狼費莉兒）
- 聽我的電波吧（光雄的女友）
- 高校之神（審判員P）
- 刀劍神域 Alicization War of Underworld -THE LAST SEASON-（小紀）

2021年
- 佐賀偶像是傳奇 捲土重來（二階堂咲、與咲相似的看小孩女子）
- 魔卡派對（龍馬）

2022年
- BORUTO-火影新世代-NARUTO NEXT GENERATIONS-（小鮒）

2023年
- 殭屍100～在成為殭屍前要做的100件事～（殭屍2[5]）

#### 動畫電影
2012年
- Smile光之美少女 兒童圖畫書裡的世界都不協調！（日野茜 / 晴朗天使）
- 光之美少女 All Stars New Stage 未來的朋友（日野茜 / 晴朗天使）

2013年
- 光之美少女 All Stars New Stage2 心之朋友（日野茜 / 晴朗天使）
- 美食獵人 美食神的超食寶（玲）

2015年
- 光之美少女 All Stars 春之嘉年華♪（日野茜 / 晴朗天使）

2016年
- 光之美少女 All Stars 大家歌唱吧♪奇跡的魔法！（日野茜 / 晴朗天使）

2020年
- BURN THE WITCH（妮妮·史潘柯爾）

2025年
- 劇場版 佐賀偶像是傳奇 夢銀河天國（二階堂咲[6]）

#### 網路動畫
2023年
- BURN THE WITCH #0.8（妮妮·史潘柯爾[7]）

#### 遊戲
2020年
- BLEACH Brave Souls（妮妮·史潘柯爾）

2024年
- 原神（茜特菈莉）

## 出處
1. ↑  . Yahoo! JAPAN 人物名鑑.   [2016-11-04]. （原始内容存档于2016-03-04） （日语）.
2. ↑  . 田野アサミ.   [2016-11-04]. （原始内容存档于2016-11-08） （日语）.
3. 1 2  . ORICON NEWS (oricon ME). 2021-12-13  [2021-12-12]. （原始内容存档于2021-12-13）.
4. ↑  田野アサミ STAFF公式. . Twitter. 田野アサミ STAFF公式.   [2022-12-12]. （原始内容存档于2023-03-31）.
5. ↑  . MANTANWEB. 2023-08-26  [2023-08-26]. （原始内容存档于2023-08-27） （日语）.
6. ↑  . Comic Natalie. 2025-04-25  [2025-04-25] （日语）.
7. ↑  . Comic Natalie. 2023-10-23  [2023-10-23]. （原始内容存档于2023-10-23） （日语）.

## 外部連結
- 田野麻美 事務所簡介 （页面存档备份，存于）（日語）
- 田野麻美 Instagram （页面存档备份，存于）（日語）
- 田野麻美 Twitter （页面存档备份，存于）（日語）